# Bilderbergconferentie 1960
De Bilderbergconferentie van 1960 vond plaats van 28 t/m 29 mei 1960 in  Bürgenstock, Zwitserland. Vermeld zijn de officiële agenda indien bekend, alsmede namen van deelnemers indien bekend. Achter de naam van de opgenomen deelnemers staat de hoofdfunctie die ze op het moment van uitnodiging uitoefenden.

## Agenda
- State of the world situation after the failure of the Summit Conference. (Situatie in de wereld na het mislukken van de Topconferentie)
- New political and economic developments in the Western world: (Nieuwe politieke en economische ontwikkelingen in de Westerse wereld)
  - The economic organization of Europe; (De economische organisatie van Europa)
  - The attitude of the United States and problems of non-European countries. (De houding van de Verenigde Staten en problemen van niet-Europese landen.)

## Nederlandse deelnemers
- Nederland - Prins Bernhard, prins-gemaal, Nederland, voorzitter
- Nederland - Ernst van der Beugel, Nederlands emeritus hoogleraar Internationale Betrekkingen RU Leiden
- Nederland - Johan Willem Beyen, voormalig Nederlands minister van Buitenlandse zaken
- Nederland - Pieter Blaisse, Nederlands hoogleraar internationaal recht, TU Delft
- Nederland - Paul Rijkens, president Unilever

1954 ·
1955 (1) ·
1955 (2) ·
1956 ·
1957 (1) ·
1957 (2) ·
1958 ·
1959 ·
1960 ·
1961 ·
1962 ·
1963 ·
1964 ·
1965 ·
1966 ·
1967 ·
1968 ·
1969 ·
1970 ·
1971 ·
1972 ·
1973 ·
1974 ·
1975 ·
(1976) ·
1977 ·
1978 ·
1979 ·
1980 ·
1981 ·
1982 ·
1983 ·
1984 ·
1985 ·
1986 ·
1987 ·
1988 ·
1989 ·
1990 ·
1991 ·
1992 ·
1993 ·
1994 ·
1995 ·
1996 ·
1997 ·
1998 ·
1999 ·
2000 ·
2001 ·
2002 ·
2003 ·
2004 ·
2005 ·
2006 ·
2007 ·
2008 ·
2009 ·
2010 ·
2011 ·
2012 ·
2013 ·
2014 ·
2015 ·
2016 ·
2017 ·
2018 ·
2019 ·
2020 ·
2021 ·
2022 ·
2023